# Cyathea angiensis
Cyathea angiensis là một loài thực vật có mạch trong họ Cyatheaceae. Loài này được (A. Gepp) Domin mô tả khoa học đầu tiên năm 1930.